# Pomezí nad Ohří
Pomezí nad Ohří (deutsch Mühlbach) ist eine Gemeinde in Tschechien. Sie liegt sechs Kilometer westlich des Stadtzentrums von Cheb an der Grenze zu Bayern und gehört zum Okres Cheb.

## Geographie

### Geographische Lage
Pomezí befindet sich im Fichtelgebirge rechtsseitig der Eger an der Einmündung des Výhledský potok in den Stausee Skalka. Südlich des Ortes verläuft die Bahnstrecke Nürnberg–Cheb, westlich führt die Staatsstraße 6/E 48 von Karlovy Vary nach Schirnding vorbei. Südöstlich erhebt sich die Zelená hora (Grünberg, 637 m).

### Gemeindegliederung
Die Gemeinde Pomezí nad Ohří besteht aus den Ortsteilen Hraničná (bis 1980 Dolní Hraničná, deutsch Unterkunreuth) und Pomezí nad Ohří (Mühlbach). Das Gemeindegebiet gliedert sich in die Katastralbezirke Dolní Hraničná, Pomezí nad Ohří und Tůně. Grundsiedlungseinheiten sind Hraničná, Pomezí nad Ohří und Tůně (Liebeneck). Außerdem gehören zum Gemeindegebiet die Ansiedlungen Horní Hraničná (Oberkunreuth) und Lesní Mlýn sowie die Wüstungen Hradčany (Rathsam) und Schwalbenmühle.

### Nachbargemeinden
Nachbarorte sind Bříza im Norden, Cetnov im Nordosten, Tůně im Osten, Dolní Hraničná im Südosten, Horni Hraničná im Süden, Schirnding im Westen sowie Hohenberg an der Eger und Fischern im Nordwesten.
|            | Cheb (Eger)                                 |             |
| Schirnding | Kompassrose, die auf Nachbargemeinden zeigt | Cheb (Eger) |
|            | Waldsassen                                  |             |

## Geschichte
Mühlbach entstand im 11. Jahrhundert. Die erste urkundliche Erwähnung des Dorfes „Muelpach“ im Egerland datiert aus dem Jahr 1322. Im 15. und 16. Jahrhundert wurde das Dorf durch hussitische und kaiserliche Truppen, die auf der durch Mühlbach führenden Kaiserstraße zwischen Nürnberg und Eger zogen, verwüstet. 1575 entstand ein bedeutender, Einkommen bringender Schieferbruch. Die Matrikel mit Aufzeichnungen zu Geburt, Heirat und Tod seit dem Jahr 1610 und ein Pfarrgedenkbuch aus dem Jahr 1837 sind im staatlichen Gebietsarchiv in Pilsen erhalten. Seit 1714 lautete die Schreibform des Ortes Mühlbach. Im Jahre 1785 wurde eine Alaunfabrik gegründet, die bis 1833 bestand. Zwischen 1841 und 1922 erfolgte die Abteufung mehrerer Kohlenschächte.
Nach der Aufhebung der Grundherrschaften bildete Mühlbach mit den Ortsteilen Liebeneck, Rathsam, Fischern, Markhausen, Pirk, Ober- und Unterkunreuth und Zettendorf ab 1850 eine Gemeinde im Gerichtsbezirk Eger bzw. Bezirk Eger. Mit der Inbetriebnahme der Strecke Schirnding – Eger erhielt das Dorf 1883 einen Eisenbahnanschluss. Im Jahre 1900 begann der Bau der Markhausener Brücke. Bis dahin gab es in Mühlbach eine Furt durch die Eger (Elbe). Zwischen 1906 und 1907 entstand noch eine kleinere Betonbogenbrücke, die während des Zweiten Weltkrieges zerstört wurde. Markhausen, Fischern und Rathsam lösten sich 1920 los und bildeten die Gemeinde Markhausen. 1930 lebten in der Gemeinde 631 Menschen, am 17. Mai 1939 waren es 626 und 1947 263. Nach dem Münchner Abkommen 1938 wurde Mühlbach von Truppen des Deutschen Reichs besetzt und gehörte bis 1945 zum Landkreis Eger im Reichsgau Sudetenland. Bei Kampfhandlungen in den letzten Tagen des Zweiten Weltkrieges wurden die Schule und vier Wohnhäuser stark beschädigt. Die Wehrmacht sprengte die Egerbrücke und unterbrach damit die Verbindung nach Pirk und Zettendorf. Nach Kriegsende kam die Gemeinde zur Tschechoslowakei zurück. 1946 bestand Mühlbach aus 99 Häusern. Am 10. Juli 1946 lebten in dem Ort 423 Deutsche und 53 Tschechen. Die Gemeinde wurde am 1. August 1947 in Pomezí nad Ohří umbenannt. Nach der Vertreibung der Deutschen aus der Tschechoslowakei lebten in Pomezí 256 Tschechen und Slowaken. 1950 wurde Pomezná eingemeindet. Die Errichtung des Eisernen Vorhangs von 1948 bis 1990 hemmte Pomezí in seiner Entwicklung. Der Ort lag in der abgeriegelten Grenzzone, die Felder befanden sich innerhalb der Drahtzäune und die Wälder waren zum Teil gesperrt und durch Bodenminen gesichert. Die Ortsteile Pomezná, Rybáře, Hradčany und Horní Pelhřimov wurden ganz abgerissen.
In den Jahren 1962 bis 1965 wurde die Eger gestaut. Die Talsperre Skalka diente zunächst der Trinkwasser- und Energieversorgung von Cheb. Nach der Fertigstellung der Talsperre Horka wurde der Stausee für Erholungszwecke freigegeben. 1965 erfolgte die Eingliederung der durch die Talsperre abgeschnittenen bisherigen Ortsteile Bříza und Cetnov in die Stadt Cheb sowie Pomezná und Rybáře in die Gemeinde Libá. 1973 begann wegen des gestiegenen Lkw-Transitverkehrs über den Grenzübergang Schirnding die Verlegung der Staatsstraße 6. 1976 verlor Pomezí seine Selbstständigkeit und wurde Stadtteil von Cheb. Seit 1990 besteht die Gemeinde wieder. Sie gehört zur Mikroregion Chebsko. Im Jahre 2008 wurde die seit 1945 stillgelegte Bahnstation in Pomezí nad Ohří wieder in Betrieb genommen; sie wurde ab 15. Juni 2008 als Bedarfshalt der Züge zwischen Marktredwitz und Cheb in den Fahrplan aufgenommen.

## Kultur und Sehenswürdigkeiten

### Bauwerke
- Kirche des Hl. Jakobus
- Burgstall Liebeneck
- Bismarckturm (Cheb) auf dem Berg Zelená hora
- Ruine der Kirche St. Anna bei Horní Pelhřimov (Ober Pilmersreuth), südöstlich des Ortes
- Ruine der Feste Frankenturm in Pomezná, nordwestlich des Dorfes

### Grünflächen und Naherholung
- Stausee Skalka
- Naturpark Smrčiny am Výhledy (Oberkunreuthberg) im Kohlwald, südlich des Ortes an der Landesgrenze
- Naturschutzgebiet Pomezní rybník, westlich an der bayerischen Grenze
- Naturreservat Rathsam, nordwestlich an der bayerischen Grenze

## Söhne und Töchter der Stadt
- Lorenz Schreiner (1920–2008), HNO-Arzt, Heimatforscher und -pfleger, geboren auf dem Anwesen „Schwalbenmühle“